# Dubrawa
Dubrawa is een plaats in het Poolse district  Lipski, woiwodschap Mazovië. De plaats maakt deel uit van de gemeente Rzeczniów en telt 120 inwoners.